# Drymoluber
Genre
Drymoluber est un genre de serpents de la famille des Colubridae.

## Répartition
Les espèces de ce genre se rencontrent dans le nord de l'Amérique du Sud.

## Liste des espèces
Selon The Reptile Database (4 déc. 2011) :
- Drymoluber apurimacensis Lehr, Carrillo & Hocking, 2004
- Drymoluber brazili (Gomes, 1918)
- Drymoluber dichrous (Peters, 1863)

## Publication originale
- Amaral, 1929 : Estudos sobre ophidios neotropicos. XXII. Sobre a especie Coluber dichrous (Peters) Boulenger, 1894. Memórias do Instituto Butantan, vol. 4, p. 333-337.